# Miltonduff
Miltonduff je skotská palírna společnosti Pernod-Ricard nacházející se ve městě Elgin v hrabství Morayshire, jež vyrábí skotskou sladovou whisky.

## Historie
Palírna byla založena v roce 1824 a produkuje čistou sladovou whisky. Tato palírna leží v přilehlé vesnici Miltonduff poblíž Elginu. Produkt zvaný Mosstowie byl stáčen, z dnes již nepoužívaných kotlů značky Lomond. Produkuje whisky značky Miltonduff a Mosstowie, což je 12letá whisky s obsahem alkoholu 43 %. Část produkce se používá do míchaných whisky Gordon & MacPhail. Tato whisky může být příjemně sladké až drsně octovité chuti.